# Ginette Bouchard
Pour les articles homonymes, voir Bouchard.
Ginette Bouchard est une artiste et photographe canadienne née le 2 juillet 1952 à Québec et décédée le 2 avril 2004 à Montréal.

## Biographie
Ginette Bouchard fut étudiante et professeure à l'École des arts visuels de l'Université Laval.
Ses photographies ont été exposées au Canada et en Europe. Une exposition posthume de ses œuvres a eu lieu à la Galerie des arts visuels de l'Université Laval en décembre 2004.

## Expositions individuelles
- Empreintes mimétiques[4]
- Témoins silencieux[5]

## Musées et collections publiques
- Musée des beaux-arts du Canada[6]
- Musée national des beaux-arts du Québec[7]